# Antonio Tabares
Antonio Tabares, (Santa Cruz de La Palma, 1973) es un dramaturgo español.

## Biografía
Nacido en la canaria isla de La Palma, cursó la carrera de Ciencias de la Información en la Universidad Complutense de Madrid y ha trabajado como periodista. Actualmente trabaja en el gabinete de prensa de un pequeño ayuntamiento.
Su obra ha sido influenciada por autores contemporáneos de la talla de Paloma Pedrero, Jose Sanchis Sinisterra, Ignacio Amestoy, Alfonso Plou o José Luis Alonso de Santos.

## Obra
- La sombra de don Alonso, ambientada en los comienzos de la guerra civil española en Canarias, (Premio Domingo Pérez Minik de la Universidad de la Laguna en 2005).

- Cuarteto para el fin del tiempo, trata en torno al compositor Olivier Messiaen y la pieza que escribió en un campo de concentración (Premio Caja España de Teatro Breve 2005).

- Una hora en la vida de Stefan Zweig, sobre el suicidio compartido del célebre escritor y su mujer en su exilio en Brasil, estrenado en traducción gallega por la compañía Lagarta Lagarta y luego en Barcelona en la Sala Beckett por Sergi Belbel en 2015[2] con la que posteriormente hicieron gira por España.

- Los mares habitados, trata sobre los sueños de aquellos miles miles de personas que dejan atrás sus hogares en busca de una oportunidad (Premio Réplica 2009).

- La punta del iceberg, sobre la presión excesiva en el entorno laboral que lleva a los empleados al suicidio[3] (Premios Tirso de Molina 2011 y Réplica 2012, Finalista Premios Max a nueva autoría), estrenado en Canarias por la compañía Delirium Teatro con puesta en escena de Severiano García y reestrenado en Madrid en el Teatro de la Abadía con dirección de Sergi Belbel en 2014.
- Mare Tranquilitatis, hace referencia al mar de la tranquilidad, el lugar donde aterrizó por primera vez una nave tripulada en la superficie de la Luna y trata de la breve visita que Neil Armstrong hizo a la isla de La Palma cuando pasó una noche en 2011 en el Observatorio Astrofísico del Roque de Los Muchachos. Esta pieza está enmarcada en una obra llamada El mar y las estrellas en la que participaron también José Padilla e Irma Correa.[4]

## Adaptaciones cinematográficas
La punta del iceberg se basa en un hecho real, el suicidio de un trabajador de una empresa multinacional francesa y hablaba de las relaciones humanas en un entorno laboral sumamente competitivo y hostil. En 2016 se estrenó la versión cinematográfica de la obra, protagonizada por Maribel Verdú, Carmelo Gómez y Fernando Cayo, con dirección de David Cánovas.